# Kneeton
Kneeton – wieś w Anglii, w hrabstwie Nottinghamshire. Leży 15 km na północny wschód od miasta Nottingham i 175 km na północ od Londynu.